# Bosnasco
Bosnasco (Busnàsch in dialetto oltrepadano) è un comune italiano di 636 abitanti della provincia di Pavia in Lombardia. Si trova nella collina dell'Oltrepò Pavese, al limite della pianura, al confine con la provincia di Piacenza. La frazione Cardazzo, con circa 370 abitanti, rappresenta il principale nucleo abitato del comune.

## Storia
Il luogo è noto fin dal XII secolo, quando era conteso tra Piacenza e Pavia, che da poco aveva avuto per diploma imperiale il dominio sull'Oltrepò Pavese; per arbitrato il luogo fu dato a Pavia. Caduto sotto la supremazia dei Beccaria, divenne parte del feudo Arena Po, appartenente al ramo della famiglia che da Arena prendeva nome. Questo, per contrasto con i Visconti all'inizio del XV secolo, si vide confiscare il centro maggiore, ma poté conservare Bosnasco fino all'estinzione nel 1695. Bosnasco passò in eredità ai Busca, e successivamente ai Bellisomi e ai Corsi di Nizza, poco prima della fine del feudalesimo (1797).
Presso Bosnasco esisteva anche il piccolo comune di Sparano (o Spariano), noto fin dal X secolo, quando apparteneva in parte al monastero di San Colombano di Bobbio. È citato tra i centri che nel 1164 l'imperatore Federico I pose sotto la giurisdizione di Pavia: era dunque un luogo di una certa importanza. Fu soppresso nel 1818 e unito a Bosnasco.

### Simboli
Lo stemma e il gonfalone sono stati concessi con decreto del presidente della Repubblica del 4 dicembre 1954.
Il gonfalone è un drappo trinciato di rosso e di giallo.

## Società

### Evoluzione demografica
Abitanti censiti

## Amministrazione

### Comunità montane
Fino al 2009 faceva parte della fascia bassa della Comunità montana Oltrepò Pavese.